# 140
140 рік — високосний рік, що почався в п'ятницю за григоріанським календарем. 
Римська імперія •  Парфянське царство •  Кушанське царство •  Східна Хань •  Сармати

## Геополітична ситуація
У Римській імперії править імператор Антонін Пій (до 161). Імперія  займає Апеннінський, Піренейський та Балканський півострови, Галлію, частину Британії, Близький Схід, Північну Африку включно з Єгиптом. 
Наймогутніша держава центральної Азії — Парфянське царство. Наймогутніша держава Індостану — Кушанське царство. Династія Хань править у Китаї.  Корейський півострів ділять між собою Три корейські держави. 
Триває докласичний період цивілізації мая.
На території майбутньої України, в степах Причорномор'я, кочують сармати, північніше — племена Черняхівської культури.

## Події
- Римськими консулами були імператор Антонін Пій та Марк Аврелій.
- Імператор Антонін Пій визнав короля квадів, зробивши їх союзниками Риму.
- У Британії піднявся заколот проти римлян.
- Розпочався понтифікат Пія I.
- До Рима прибув єретик Маркіон і почав проповідувати маркіонізм (дата приблизна).
- Клавдій Птолемей написав «Альмагест» (дата приблизна).
- Тибетці-цяни повстали проти ханьців, спалили фортецю Дачжонгуань в Шеньсі.
- Повстав князь південних хунну Уси, до нього приєдналися ухуані та тангути. Китайська армія розбила повсталих під містом Май.

## Народились
- Параскева Римська — християнська мучениця.
- Чжан Цзяо — один з лідерів повстання жовтих пов'язок.

## Померли
- 24 жовтня — Фаустіна Старша, дружина римського імператора Антоніна Пія.
- Гай Бруттій Презент Луцій Фульвій Рустік — політичний та військовий діяч Римської імперії.
- Менелай Александрійський — грецький математик і астроном.
- Юліан Сорський — християнський святий.